# Пульяхъёгарт
Пульяхъёгарт, Пульяхъягырт (устар. Пульях-Егарт) — река в Приуральском районе Ямало-Ненецкого АО. Длина реки составляет 16 км.
Начинается западнее озера Итнюрымлор. Течёт в общем северо-восточном направлении по заболоченной елово-лиственничной тайге и через термокарст. Устье — в 6 км по левому берегу реки Дзёляю.

## Гидроним
Название происходит из хантыйского языка, на котором звучит как Пуль ёх ёгарт и имеет значение 'развилка реки Полуй'.

## Данные водного реестра
По данным государственного водного реестра России относится к Нижнеобскому бассейновому округу, водохозяйственный участок реки — Обь от впадения реки Северная Сосьва до города Салехард, речной подбассейн реки — бассейны притоков Оби ниже впадения Северной Сосьвы. Речной бассейн реки — (Нижняя) Обь от впадения Иртыша.